# (Don't Fear) The Reaper
"(Don't Fear) The Reaper" (slovensko: Ne boj se kosca) je pesem ameriške rock skupine Blue Öyster Cult iz albuma Agents of Fortune iz leta 1976. Pesem, ki jo je napisal in zapel glavni kitarist Donald "Buck Dharma" Roeser, govori o večni ljubezni in neizogibnosti smrti. Dharma je pesem napisal, ko si je predstavljal svojo zgodnjo smrt.
Izšla je kot skrajšan singel (izpuščen je vmesni "build-up" izvirnika) in je z dosegom 7. mesta v reviji Cash Box in 12. mesta na Billboard Hot 100 največja uspešnica skupine Blue Öyster Cult. Kritiki so pesem sprejeli pozitivno in decembra 2003 je bila pesem "(Don't Fear) The Reaper" uvrščena na 405. mesto na seznamu 500 najboljših pesmi vseh časov revije Rolling Stone.

## Ozadje
"Občutil sem, da sem pravkar dosegel nekakšen odziv s psihologijo ljudi, ko sem se tega domislil, pravzaprav sem bil nekako osupel, ko sem prvič ugotovil, da nekateri to vidijo kot reklamo za samomor ali nekaj, kar sploh ni bil moj namen. V bistvu gre za ljubezensko pesem, kjer ljubezen presega dejanski fizični obstoj partnerjev. "

 — Buck Dharma, prvi vokal
Pesem govori o neizogibnosti smrti in neumnosti strahu pred njo in je nastala, ko je Dharma razmišljal, kaj bi se zgodilo, če bi umrl v mladosti. Deli besedila, kot na primer "Romeo in Julija sta skupaj v večnosti", so številne poslušalce napeljali k interpretaciji, da pesem govori o samomoru in ubijanju, toda Dharma pravi, da gre za večno ljubezen in ne za samomor. Z Romeom in Julijo je opisal par, ki je želel biti skupaj v posmrtnem življenju. Ugibal je, da vsak dan umre "40.000 moških in žensk", ter številko večkrat uporabil v besedilu; ta ocena je bila zgrešena za okoli 100.000.

## Sestava in snemanje
"(Don't Fear) The Reaper" je napisal in zapel glavni kitarist Buck Dharma, pesem pa so producirali David Lucas, Murray Krugman in Sandy Pearlman. Značilni kitarski riff pesmi je narejen na podlagi akordov "i-VII-VI" v A-molovi lestvici. Riff je bil posnet s Krugmanovo kitaro Gibson ES-175, ki je bila speljana prek kombiniranega ojačevalnika Music Man 410, vokali Dharme pa so bili posneti z cevnim mikrofonom Telefunken U47. Solo in ritem kitare sta bila posneta v enem posnetku, medtem ko jih je na posnetku ojačal štirinožni trak. Zvočni inženir Shelly Yakus se spominja, da je ločene vokale, kitaro in ritem sestavil v glavno skladbo, pri čemer se je v tem vrstnem redu dogajal overdubbing.
Mojo je opisal njeno ustvarjanje: "Fantje, to je to!" je inženir Shelly Yakus povedal ob koncu prvega snemanja. V studiu so nato nadaljevali s samostojnim solo odsekom; trajalo je skoraj toliko časa, da so petminutni posnetek uredili do obvladljive dolžine kot posneli."
V pesmi je vidna uporaba kravjega zvonca, ki je vključen na originalnem posnetku. Basist Joe Bouchard se spominja, da je producent prosil njegovega brata, bobnarja Alberta Boucharda, naj zaigra na kravji zvonec: "Albert je mislil, da je nor. Toda nato je ovil ves ta trak okoli zvonca in ga zaigral. To je skladbo res zaznamovalo." Vendar producent David Lucas pravi, da ga je igral on, katero trditev podpira tudi Eric Bloom, član skupine.

## Sprejem
Pesem je bila 20 tednov na lestvici Billboard Hot 100 in je v tednih 6. novembra in 13. novembra 1976, dosegla 12. mesto na skupni lestvici. Bila je najbolj uspešna pesem Blue Öyster Culta in s tem pomagala albumu Agents of Fortune doseči 29. mesto na Billboard 200. "(Don't Fear) The Reaper" se je v Kanadi uvrstila še višje in dosegla 7. mesto. Radijska verzija je bila v Veliki Britaniji izdana julija 1976 (CBS 4483), vendar se ji ni uspelo uvrstiti na lestvico. Vendar je bila izvirna različica izdana kot singel (CBS 6333) maja 1978, kjer je dosegla 16. mesto na lestvici UK Singles Chart.
Reakcija kritikov je bila večinoma pozitivna. Denise Sullivan iz Allmusica je pohvalila "nežni vokal in virtuozno kitaro" in "strašen srednji premor, ki poslušalca po končanem grmenju pripelje nazaj v srce pesmi". Nathan Beckett jo je poimenoval BÖC-ova "mojstrovina" in vokal primerjal z Beach Boysi. James Mann jo je pri pisanju za PopMatters označil kot "mejnik, žanrsko opredeljeno mojstrovino", ki je bila "tako velika in čustvena, kot jo je kdajkoli dobil ameriški rokenrol". Pitchfork Media je pesem prav tako označil za "mojstrovino". "Izjemno poetična" je bila ocena ustanovitelja Fountains of Wayne Chrisa Collingwooda. "Žalostna balada o človeku, ki hoče umreti s svojo resnično ljubeznijo, preden jima ljubezen pokvarijo zemeljske stvari."

## Seznam skladb
7 " Vinil
1. "(Don't Fear) The Reaper" (Roeser) – 3:45
2. "Tattoo Vampire" (Albert Bouchard, Helen Robbins) – 2:40

## Osebje
- Eric Bloom – kitara, spremljevalni vokali
- Donald "Buck Dharma" Roeser – kitara, vodilni vokal
- Allen Lanier – klaviature, kitara
- Joe Bouchard – bas
- Albert Bouchard – bobni, tolkala, kravji zvonec [24]

vključno z:
- Michaelom in Randyjem Breckerjem - rogovi (njun prispevek se pojavi samo na izvirni verziji pesmi in ni omenjen na skrajšani verziji)[25]
- David Lucas – spremljevalni vokali, klaviature, tolkala

## Lestvice
| Leto | Lestvica                                 | Najvišje mesto |
| ---- | ---------------------------------------- | -------------- |
| 1976 | Canada Top Singles (RPM)                 | 7              |
| 1976 | US Billboard Hot 100 Chart               | 12             |
| 1978 | Ireland (IRMA)                           | 17             |
| 1978 | UK Singles (The Official Charts Company) | 16             |
| 2017 | US Billboard Hot Rock Songs              | 11             |

## Priznanja
Leta 1976 je Rolling Stone "(Don't Fear) The Reaper" razglasil za pesem leta, leta 2004 pa jo je revija uvrstila na 397. mesto na svojem seznamu "500 najboljših pesmi vseh časov"; različica seznama iz leta 2010 pa jo je premaknila na 405. mesto. Leta 1997 je Mojo pesem uvrstila na 80. najboljši singel vseh časov, medtem ko jo je Q v svojem seznamu leta 2003 uvrstila na 404. mesto "1001 najboljših pesmi vseh časov."
Ko je The Guardian leta 2009 izdal svoj neocenjeni seznam "1000 pesmi, ki jih mora vsakdo slišati", je bila pesem vključena. Publikacija je zapisala, da je čar pesmi "v disjunkciji med njeno gotsko zgodbo in živahno, Byrdsko kitarsko linijo." V svoji knjigi The Heart of Rock and Soul: The 1001 Greatest Singles Ever Made je rock kritik Dave Marsh pesem uvrstil na 997. mesto.

## Druge različice
- Blue Öyster Cult je na albumu Some Enchanted Evening iz leta 1978 izvedel različico "(Don't Fear) The Reaper" v živo.[33]
- Različica v živo se pojavi na albumu Blue Öyster Culta iz leta 1982 z naslovom Extraterrestrial Live.[34]
- Album Blue Öyster Culta iz leta 1991 Live 1976 vključuje "(Don't Fear) The Reaper".[35]
- Ponovni posnetek se pojavi na albumu Cult Classic iz leta 1994.[36]
- Različica v živo se pojavi na albumu Blue Öyster Culta A Long Day's Night iz leta 2002.[37]

## Zapuščina

### "Več kravjega zvonca (More Cowbell)"
Skladba je bila omenjena v skeču komedije Saturday Night Live z naslovom "More Cowbell (Več kravjega zvonca)" aprila 2000. Šestminutni skeč predstavlja izmišljeno različico pesmi "(Don't Fear) The Reaper" v epizodi VH1 Behind the Music. Will Ferrell je napisal skeč in igral Gene Frenkle, igralca kravjega zvonca s prekomerno telesno težo. "Legendarni" producent Bruce Dickinson, ki ga je igral Christopher Walken, je prosil Frenkleja, naj "resnično razišče studijski prostor" in izboljša svoje igranje na kravji zvonec. Preostali člani skupine so nad Frenklejem vidno jezi, toda Dickinson vsem pove: "Imam vročino in edini recept je več kravjega zvonca!" Buck Dharma je dejal, da je bil skeč fantastičen in da se ga nikoli ne naveliča, obžaloval pa je tudi, da je pesem za nekaj časa izgubila svoje "srhljivo" vzdušje.
Odlomek pesmi je Red Hot Chili Peppers izvedel 22. maja 2014 kot zaključek bobnarskega tekmovanja med bobnarjem skupine Chadom Smithom in igralcem Willom Ferrellom. V ponovitvi skeča SNL iz leta 2000 je Ferrell znova zaigral kravji zvonec za izvedbo, ki se je pojavila v epizodi The Tonight Show Starring Jimmy Fallon.

### V drugih medijih
Stephen King je pesem navedel kot navdih za svoj roman The Stand, v katerem je na začetku tudi navedeno besedilo pesmi. Pojavlja se tudi kot uvodna tematska pesem za televizijsko miniserijo iz leta 1994, ki temelji na njegovem romanu.
Na grbu britanskega fantazijskega pisatelja Terryja Pratchetta, ki mu je bil podeljen leta 2010, je geslo Noli Timere Messorem (Ne boj se kosca). Smrt, poosebljena kot Kosec, igra ponavljajočo se vlogo v Pratchettovih knjigah.
V filmu Noč čarovnic se pesem predvaja v avtu, ko lik igralke Jamie Lee Curtis, Laurie Strode, zasleduje serijski morilec Michael Myers.
V filmu The Stoned Age iz leta 1994 je predstavljena pesem, ko eden glavnih junakov pesem kritizira kot "brezvezno pesem", čeprav jo izvaja Blue Oyster Cult.
Pesem je bila predstavljena v videoigri s polnim gibanjem Ripper, v katerem je po naključju sodeloval tudi Christopher Walken.
Pesem je bila uvrščena na začetni seznam skladb za ritmično igro Rock Band.
Pesem se uporablja kot tematska skladba za skeč-oddajo na BBC Radio 4 z naslovom V.I.P. R.I.P.